# Harbiner Internationales Eis- und Schneefest

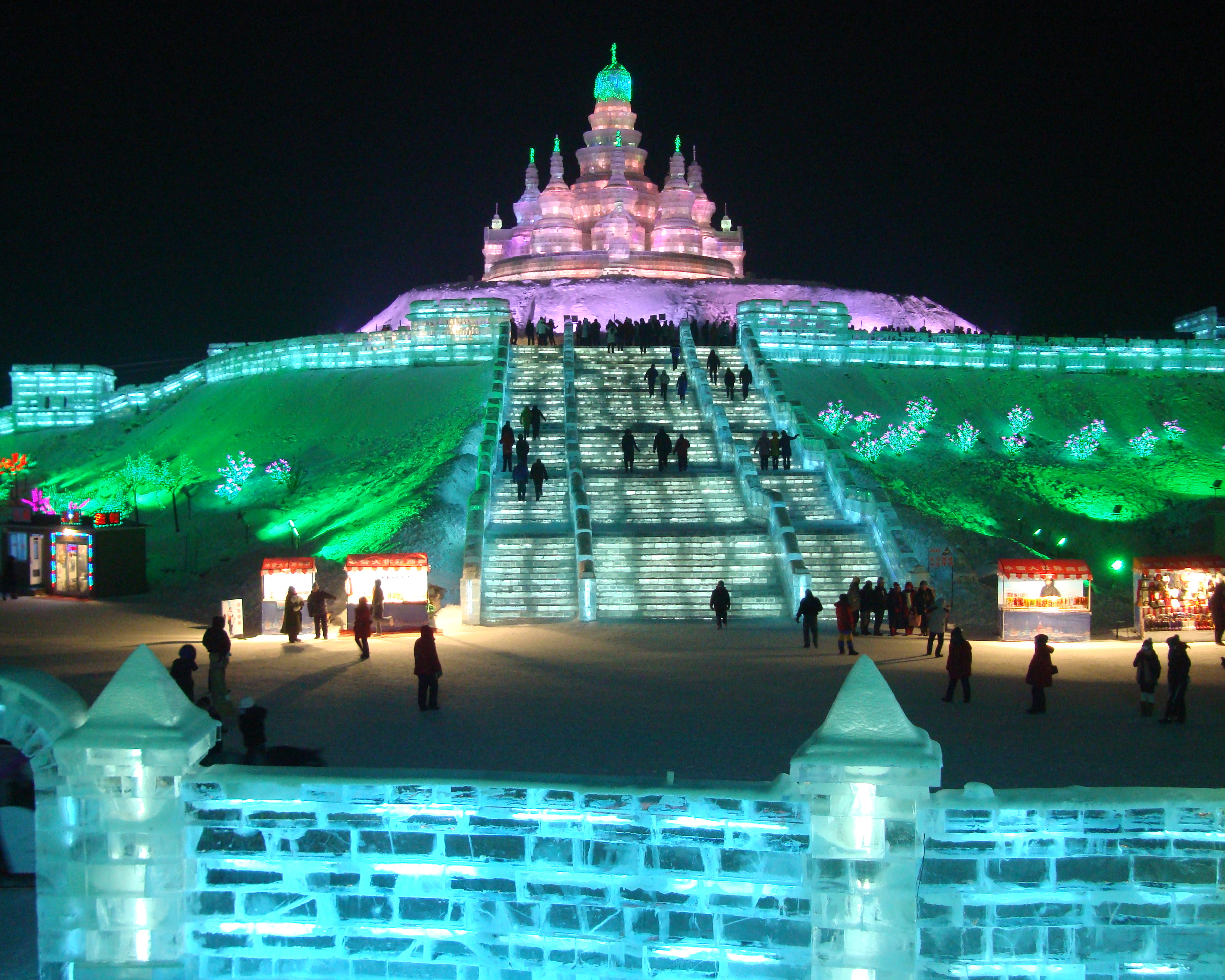
Eisskulpturen von 2010

Das Harbiner Internationales Eis- und Schneefest (chinesisch 哈尔滨国际冰雪节, Pinyin Hā'ěrbīn Guójì Bīngxuě Jié) ist ein jährliches Winterfestival in der chinesischen Metropole Harbin. Mit seinen umfangreichen Eisskulpturen ist es das größte Eis- und Schneefestival der Welt.
Offiziell startet das Festival am 5. Januar und dauert einen Monat, jedoch beginnt die Ausstellung oft früher und dauert, sofern die Außentemperaturen und der Wind es zulassen, bis Ende Februar. Die Eisskulpturen sind über die ganze Stadt verteilt, wobei es zwei zentrale Ausstellungsflächen gibt:
- „Sun Island“ ist ein Erholungsgebiet auf der Stadt abgewandten Seite des Songhua-Flusses, auf dem Schneeskulpturen installiert sind.
- „Ice and Snow World“ ist ein auch nachts geöffnetes Gelände, auf dem große Eisgebäude errichtet sind, die bei Dunkelheit illuminiert werden. Die bis zu einem Meter dicken Eisblöcke werden direkt dem Songhua-Fluss entnommen.

Während des Festivals finden in vielen Parks Eislaternenumzüge statt. Weitere Winteraktivitäten sind Ski Alpin im Wintersportzentrum Yabuli, Winterbaden im Songhua-Fluss und eine Eislaternenaustellung im Zhaolin-Garten. Harbin befindet sich in der Mandschurei und unterliegt im Winter dem Einfluss von trockenkalten Winden aus Sibirien. Die durchschnittlichen Temperaturen liegen bei 21,2 °C im Sommer und bei −16,8 °C im Winter, Tiefstwerte von −35 °C sind dabei nicht unüblich.

## Geschichte
Das Festival hat seinen Ursprung in den Eislaternen, die traditionell im Winter die Wege und Häuseingänge beleuchteten. Fischer nutzten sie am Ufer des Songhua Jiang und auf dem Fluss. In der zweiten Hälfte des 19. Jahrhunderts wurden die Eislaternen in Harbin zu einem Gestaltungselement, das die Region prägte. Die Eislaternen avancierten zu Statussymbolen. Sie wurden immer künstlerischer und wurden zu Repräsentationszwecken errichtet. Mit der Elektrifizierung kam mehr Gestaltungsspielraum in die Eislaternen. Die aufwändigen Laternen wurden für die Region typisch. Im Jahr 1963 veranstaltete die örtliche Verwaltung die erste Harbin Ice Lantern Show im Zhaolin Park.
Während der Kulturrevolution wurden die Feierlichkeiten für viele Jahre ausgesetzt und erst am 5. Januar 1985 wieder aufgenommen, als im Zhaolin Park wieder die jährliche Eislaternenschau stattfinden konnte.
In den Jahren wurden der Harbin Ice Lantern Show viele Namen gegeben: Harbin Ice Lantern Art Fair, Harbin Ice Lantern Artistic Show oder Harbin Ice Lantern Garden Party. Sie errang mehrere Einträge in das Guinness Book of World Records. Die Eislaternenschau befindet sich am nördlichen Ende der Zhiolinstraße im Stadtteil Daoli.
2001 wurde das Eisfest mit dem internationalen Skifestival von Heilongjiang vereint und neu benannt: „Harbin International Ice and Snow Sculpture Festival“.
2007 gab es zu Ehren des kanadischen Arzt Norman Bethune (1890–1939) einige Schneeskulpturen mit Bezug zu dessen Mutterland, die aufgrund ihrer Länge von 250 Meter und 28 Meter Höhe im Guinness-Buch der Rekorde aufgenommen wurden. Die Skulptur bestand aus 13.000 Kubikmeter Schnee und hatte zwei Themen: die „Niagarafälle“ und die „Überquerung der Beringstraße“, die die Migration der First Nations schildert.
Vom 20. Dezember 2013 bis Februar 2014 feierte das Festival sein 30-jähriges Bestehen unter dem Motto „50-Year Ice Snow, Charming Harbin“.
Vom 10. bis 13. Januar 2015 fand der Zwanzigste internationale Eisskulpturwettbewerb in Harbin (englisch 20th Harbin International Snow Sculpture Competition) auf dem Veranstaltungsgelände von Sun Island statt.
Im Winter 2017/2018 fand die dreißigste Sun Island Internationale Schneeskulpturenkunstausstellung in Harbin (englisch 30th Harbin Sun Island International Snow Sculpture Art Expo) statt.
Vom 5. bis 8. Januar 2018 fand der Fünfte nationale studentische Schneeskulpturenwettbewerb (englisch 5th National Collegiate Snow Sculpture Competition) statt.

## Konstruktion

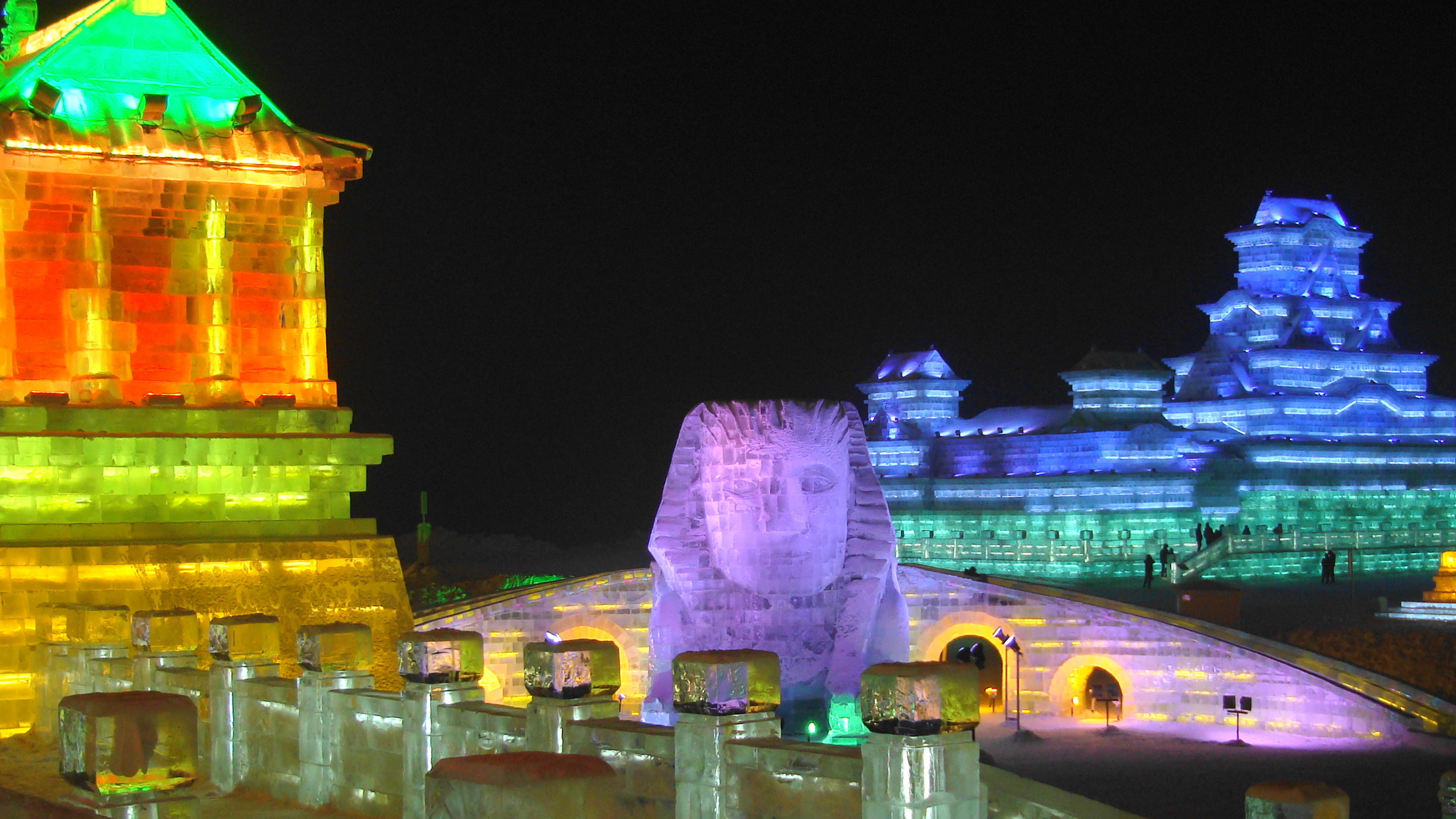
Eisskulptur einer Sphinx vom Festival 2010

### Eisblockbauten
Für traditionelle Eislaternen wird sehr klares Eis benötigt, dass nur entsteht, wenn das Wasser um das Eis in Bewegung ist. Vom Flusseis ist nur die untere Schicht verwendbar. Um das Eis in Blöcke zu zerschneiden, werden Schwingsägen auf der gefrorenen Oberfläche des Songhua-Flusses eingesetzt. Anschließend bearbeiten Bildhauer die Eisblöcke mit Meißeln, Eispickeln und verschiedenen Sägen, um die großformatigen Eisskulpturen in Form zu bringen, wobei viele aufwändig ausgestaltet sind und die Schneidarbeiten im Mehrschichtbetrieb bis zum Eröffnungstag erfolgen. Zusätzlich zum Flusseis wird destilliertes Wasser verwendet, um glasklares (transparentes) statt dem ansonsten eher milchigem (transluzentem) Eis herzustellen. Nachts werden die Eisskulpturen von innen mit LED-Leuchtmitteln mehrfarbig illuminiert.
Mehr als 12.000 Arbeiter erschaffen innerhalb von drei Wochen die künstliche Eiswelt. Die Eisskulpturen umfassen Gebäude und Monumente verschiedener architektonischer Epochen und Stile, Figuren und mythische Kreaturen. Paläste, Brücken, Kathedralen und bis zu 50 Meter hohen Türme werden aus einzelnen Eisblöcken oder -ziegeln aufgeschichtet.

### Eisskulpturen
Für kleinere figürliche Darstellungen wird zuerst ein Rohling aus mehreren Eisblöcken erstellt. Dabei werden die Ritzen mit Schnee und Wasser gefüllt, um die Blöcke stabil zu verbinden. Danach wird das Motiv aus dem Block heraus geschnitzt.

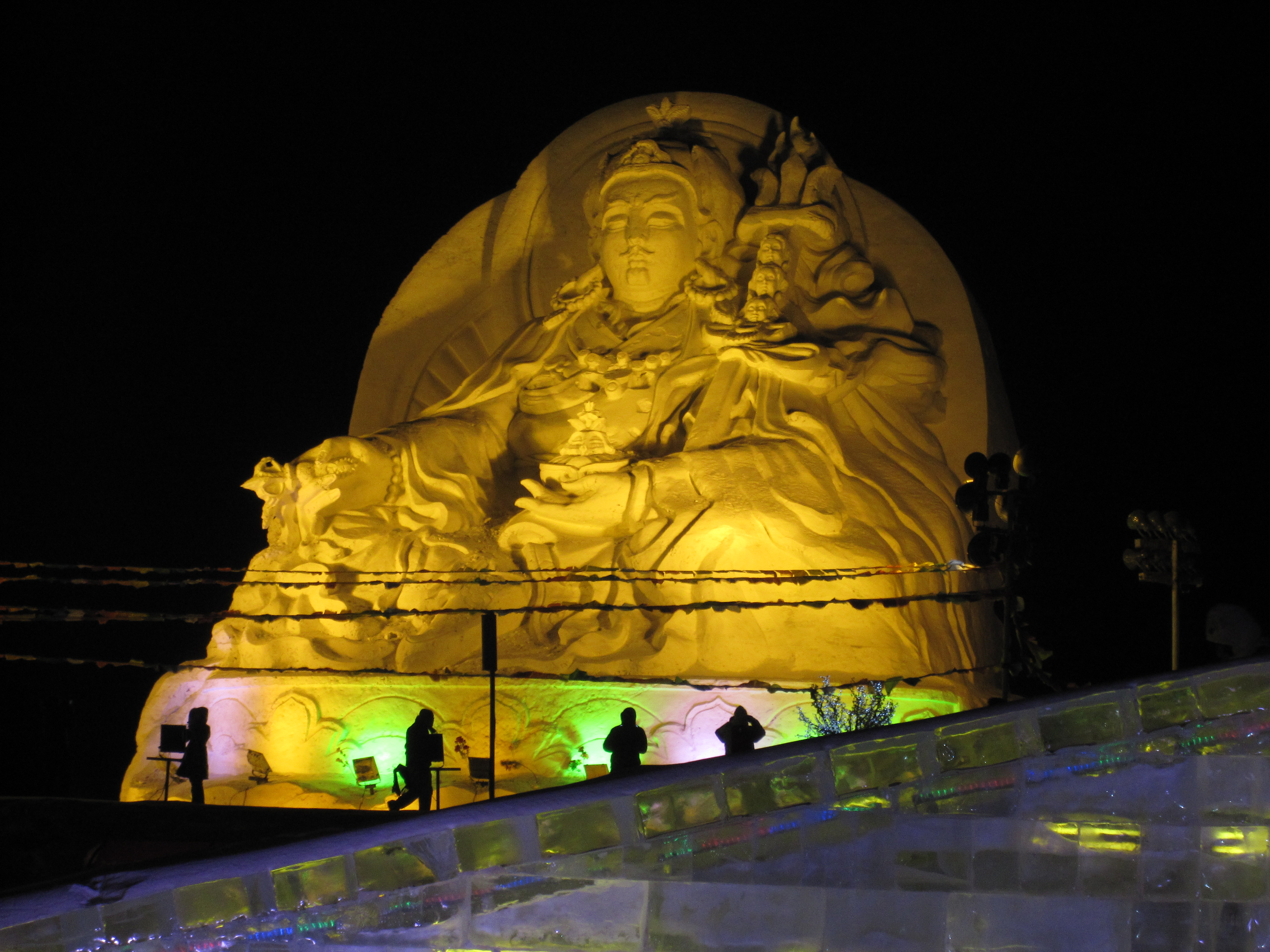
Riesige Schneeskulpur auf dem Festival 2010

### Schneeskulpturen
Für Darstellungen aus Schnee werden Verschalungen mit Schnee gefüllt und verfestigt. Für große Objekte wird ein etagenweise stufenförmiger Schneerohling erstellt. Mit Schabern und Schnitzwerkzeugen wird von oben nach unten das Modell herausgearbeitet. Diese Skulpturen werden von außen angestrahlt.

### Gebäude im Eis-Sprühverfahren
Für kleinere Gebäude werden zuerst Gewebe aufgespannt. Dann sprüht man Eiswasser, also Wasser nahe dem Gefrierpunkt, auf die Konstruktion. Ist die berechnete Schichtdicke erreicht, wird die Stützkonstruktion unter den vereisten Geweben entfernt oder die Luft aus den Luftkissen abgelassen. Das Eis bildet dann eine selbsttragende Kuppel.

### Gebäude im Pykrete-Sprühverfahren
Das Material Pykrete ist eine Mischung aus etwa 6 Teilen Wasser und 1 Teil Fasern aus Papier oder Holz, z. B. Sägemehl. Die Fasern reduzieren die Rissbildung unter Belastung. Während bei klaren Eisblöcken schon kleine Unebenheiten zu Rissen führen können, kann Pykrete die Risse verhindern. Allerdings sind Gebäude aus Pykrete opak, wodurch sie von außen angestrahlt werden. Papierfasern ermöglichen eine weiße Masse, während Sägemehl das Pykrete braun färbt. Nach der Fertigstellung ist die Struktur ebenfalls freitragend.
Im Jahr 2017 reisten Studenten der TU Eindhoven zum Eisfest, um dort mit örtlichen Arbeitern den über dreißig Meter hohen Flamencoturm (englisch Flamenco Tower) aus braunem Pykrete zu errichten. Das Bauwerk entstand in mehreren Bauabschnitten mit verschieden geformten Kissen als aufblasbare Innenverschalung. Das Bauwerk bekam einen weißen Eisüberzug und wurde von außen angestrahlt.
In 2019 entstand erstmalig ein 30 Meter im Durchmesser messendes Eisrestaurant englisch Ice Restaurant, dessen muschelförmiges selbsttragendes Dach aus Pykrete bestand. Die Mischung aus Wasser und Papierfasern wurde auf ein aufwändig geformtes Luftkissen mit gerippter Oberfläche gesprüht. Das Restaurant war eine ringförmige Halle mit 30 Metern Durchmesser, so dass das Dach aus Pykrete nur etwa 14 Meter überspannte.

### Gebäude im Eisblock-Pykrete-Hybridverfahren
Gebäude können aus Eisblöcken und Pykrete bestehen. Dabei wird der untere Bereich mit Eisziegeln gebaut und wie üblich das Eis mit Beleuchtung ausgestattet. Auf diese Außenwände wird dann ein Dach aus Pykrete errichtet. Im Jahr 2021 zeigte das mit der Anwendung von Pykrete erfahrene Polytechnische Universität Harbin, dass auch eine asymmetrische Dachkonstruktion auf Eisblöcken möglich ist.

## Galerie

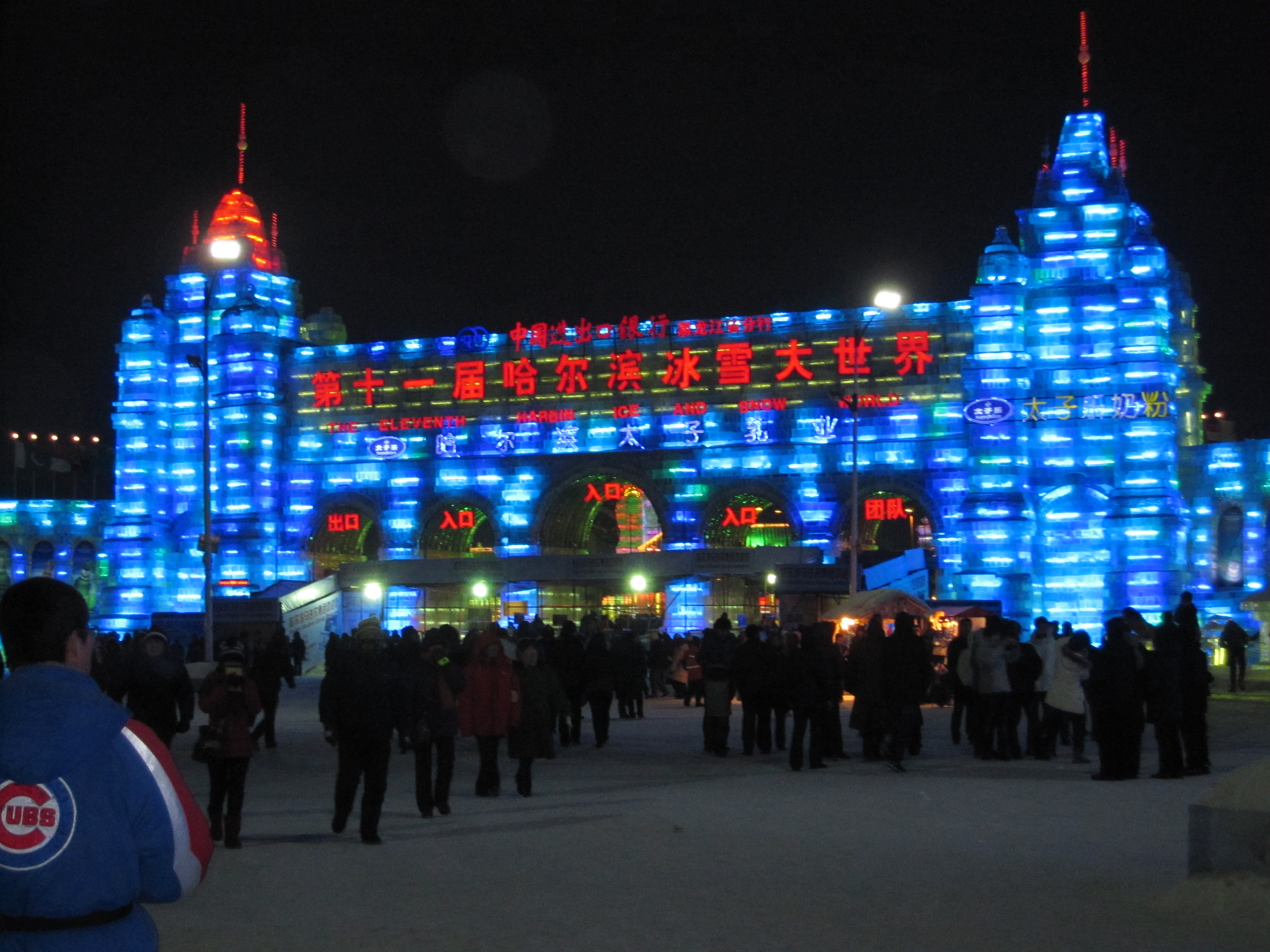
Harbin International Ice and Snow Sculpture Festival 2010
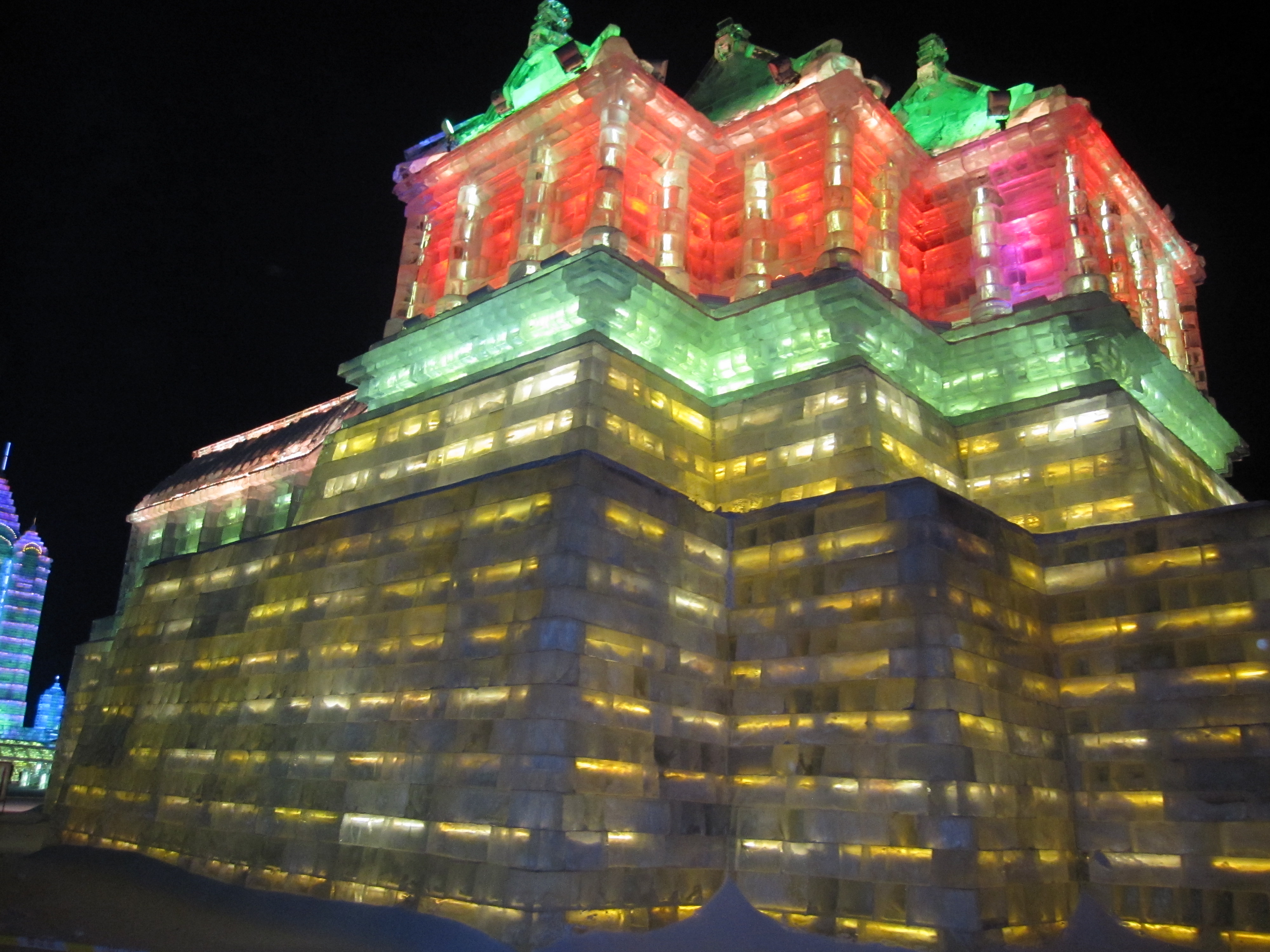
Harbin International Ice and Snow Sculpture Festival 2010
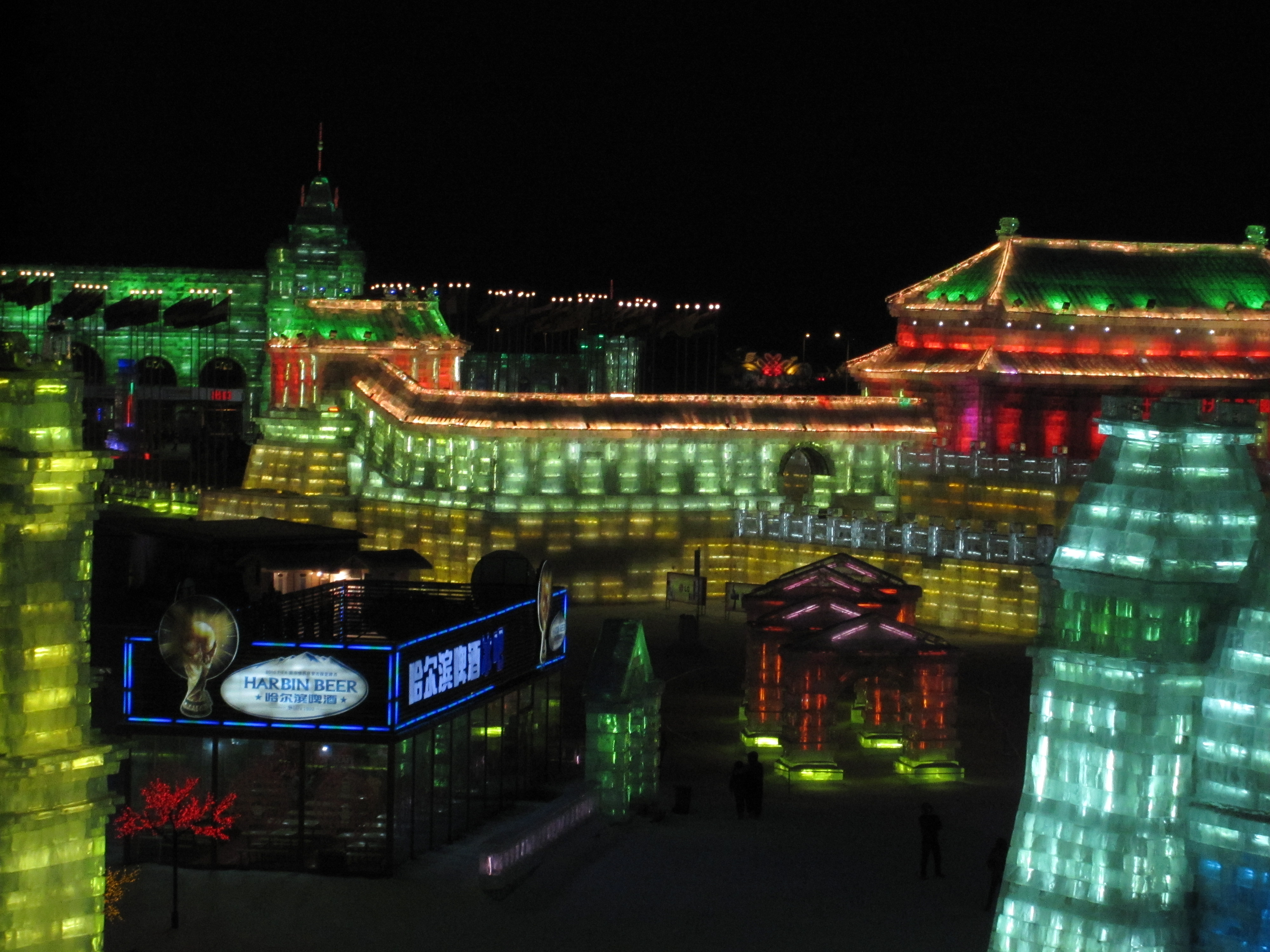
Harbin International Ice and Snow Sculpture Festival 2010
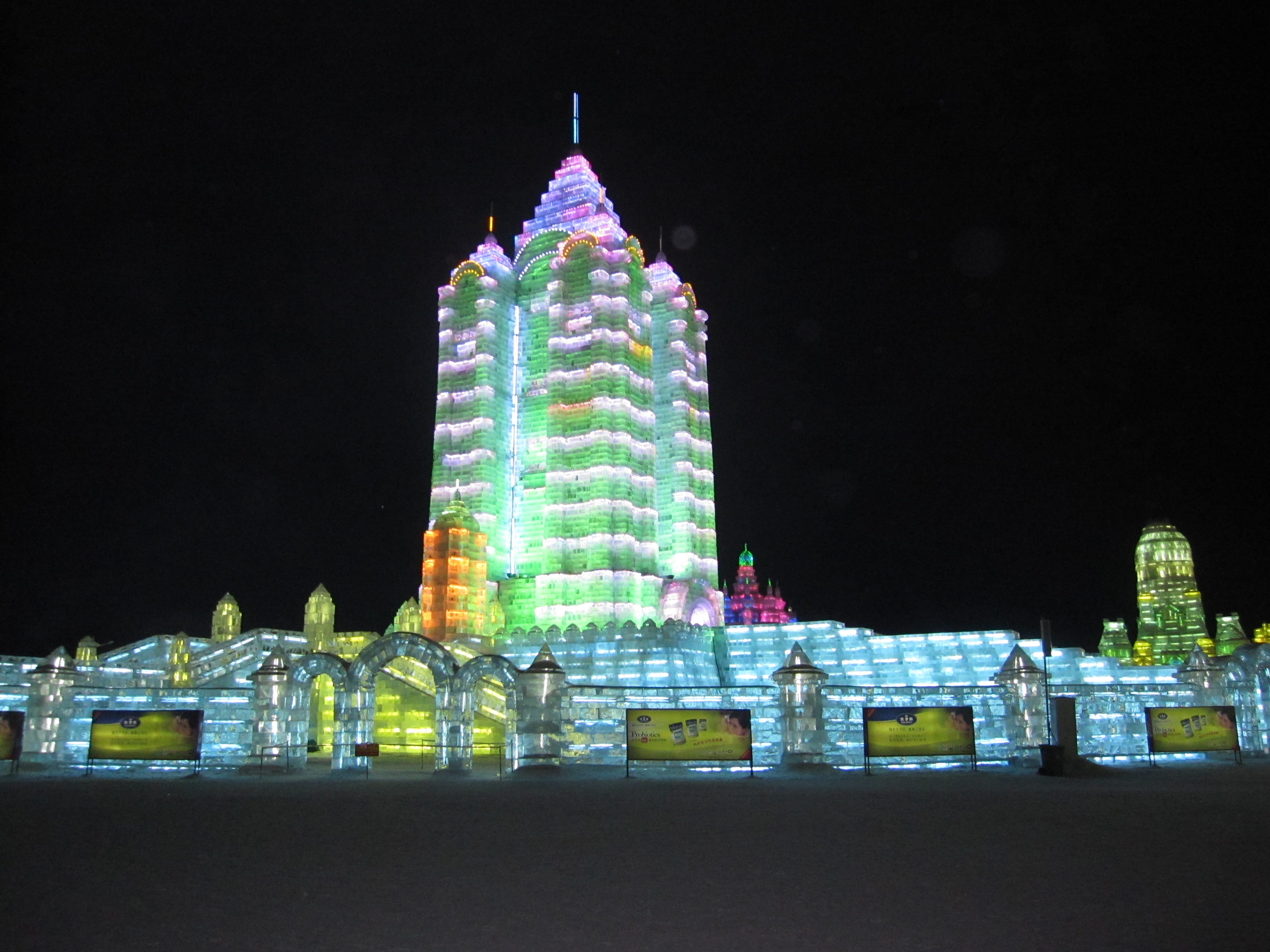
Harbin International Ice and Snow Sculpture Festival 2010
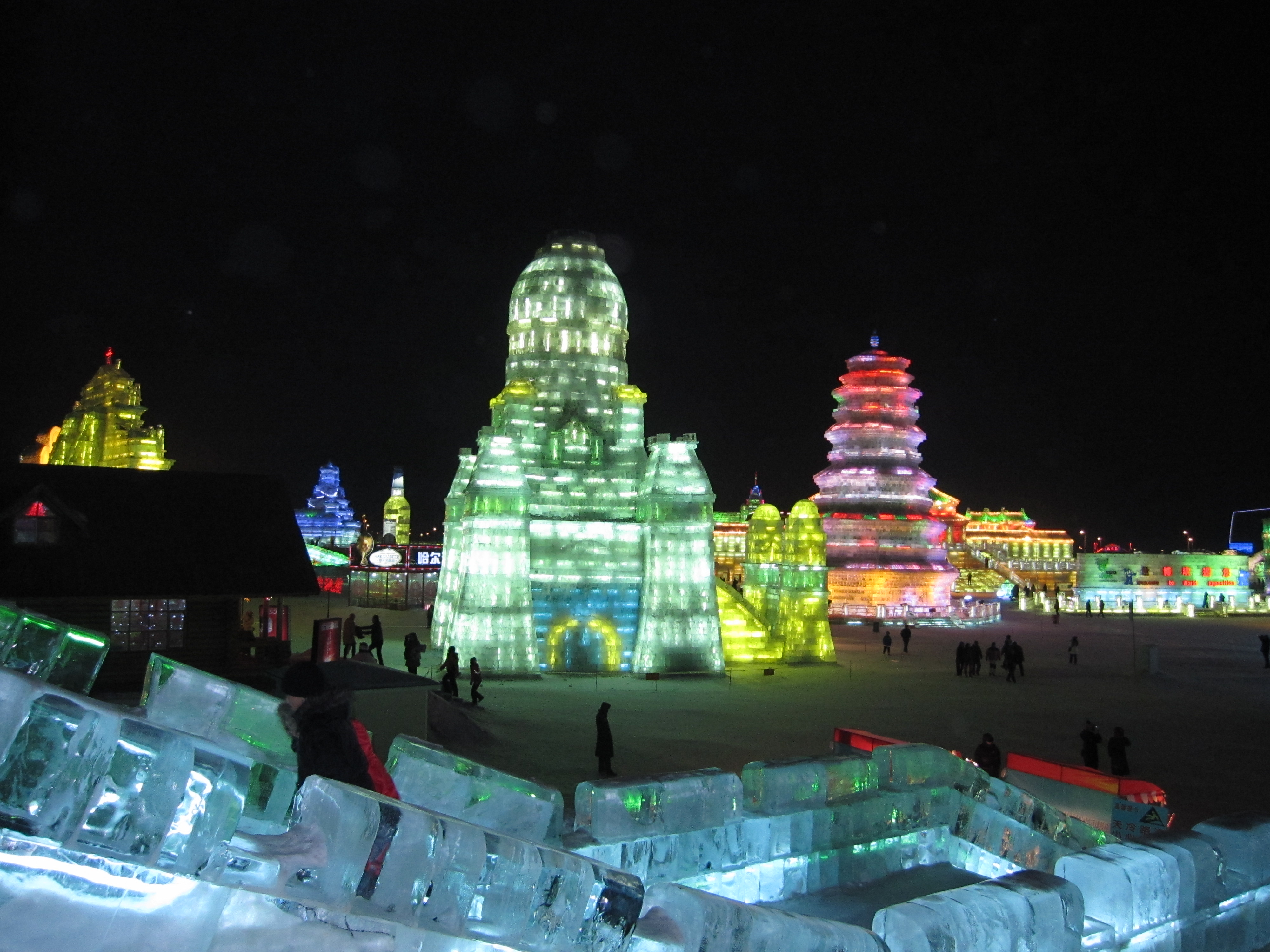
Harbin International Ice and Snow Sculpture Festival 2010
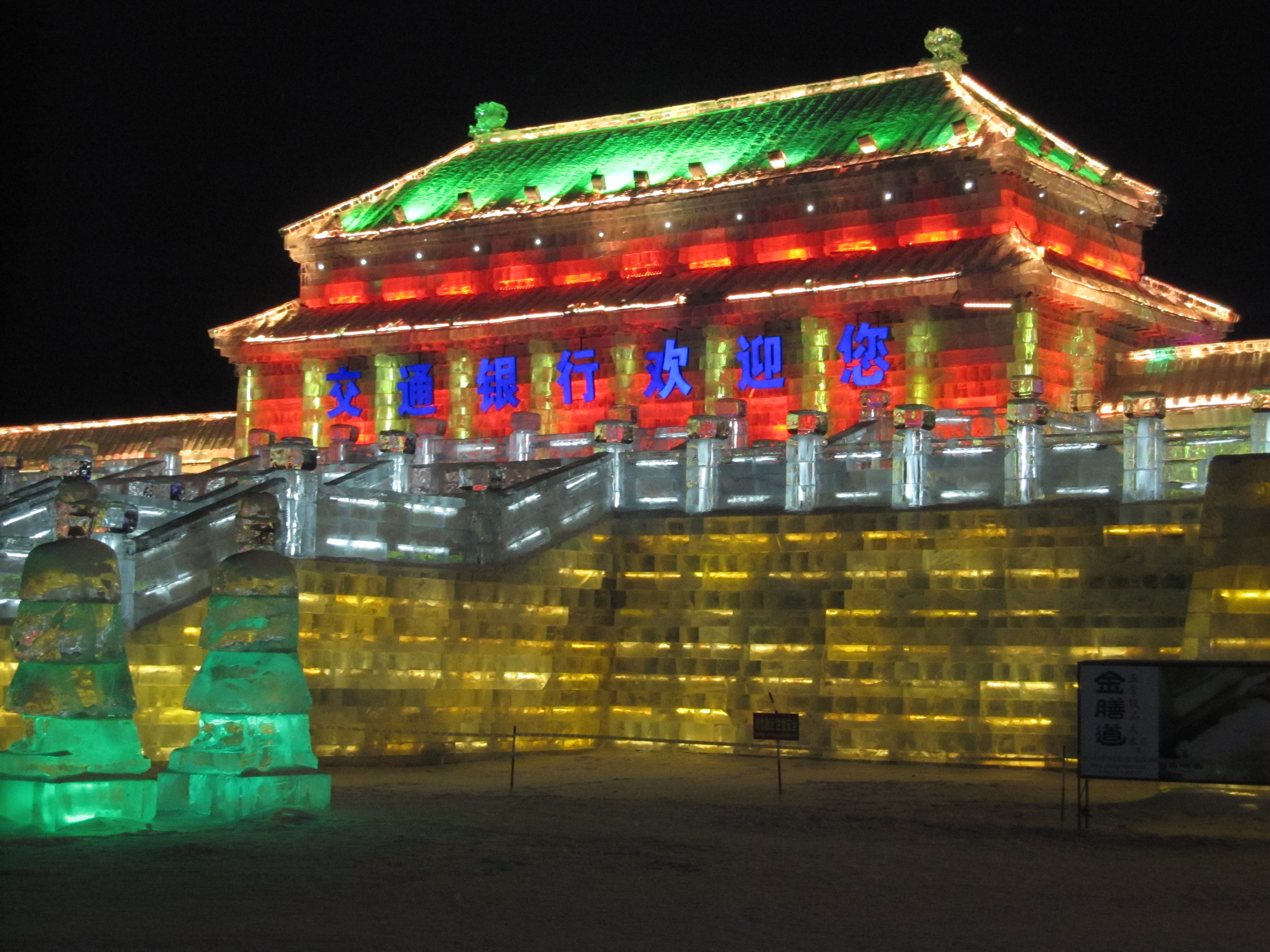
Harbin International Ice and Snow Sculpture Festival 2010
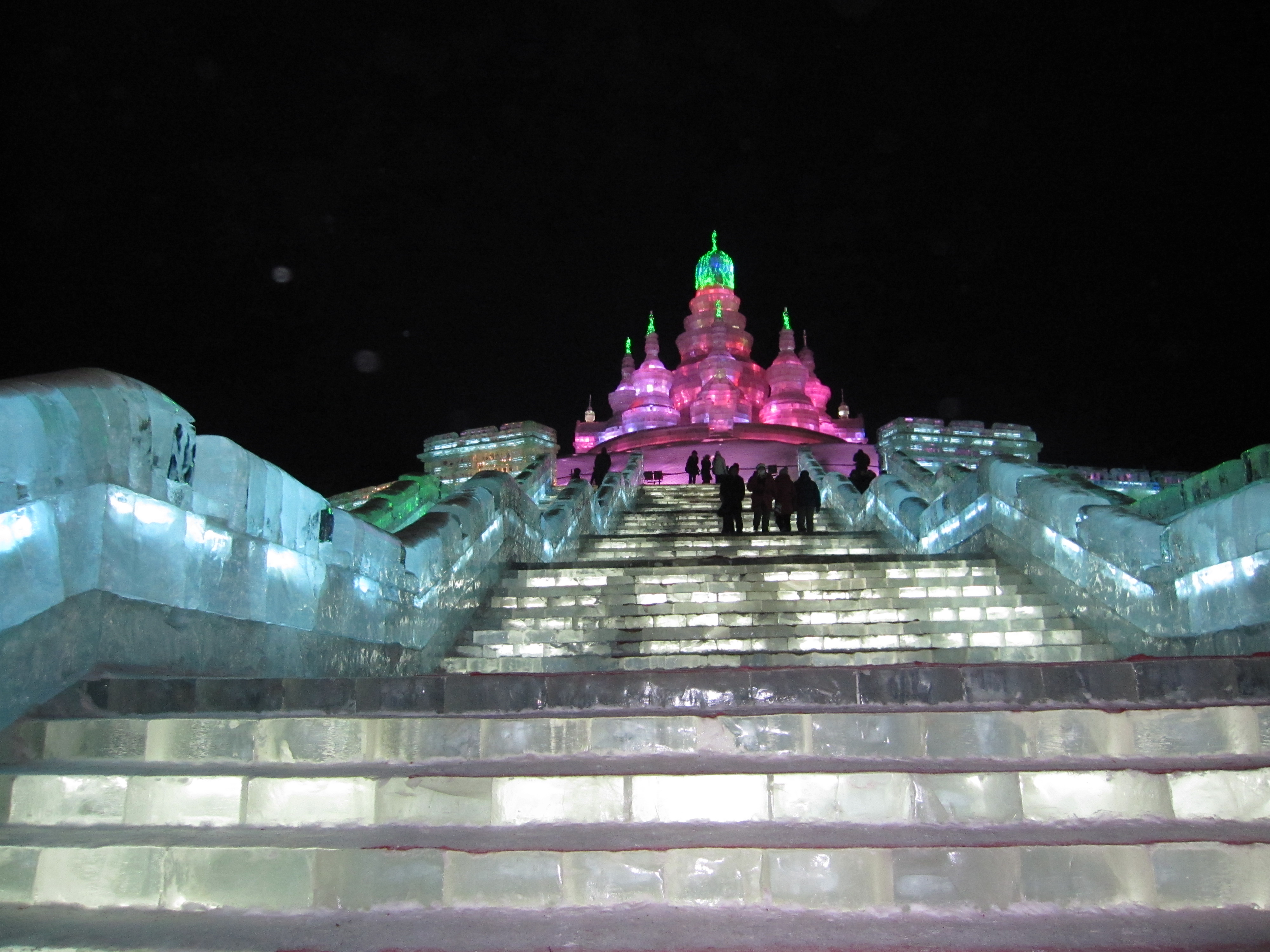
Harbin International Ice and Snow Sculpture Festival 2010
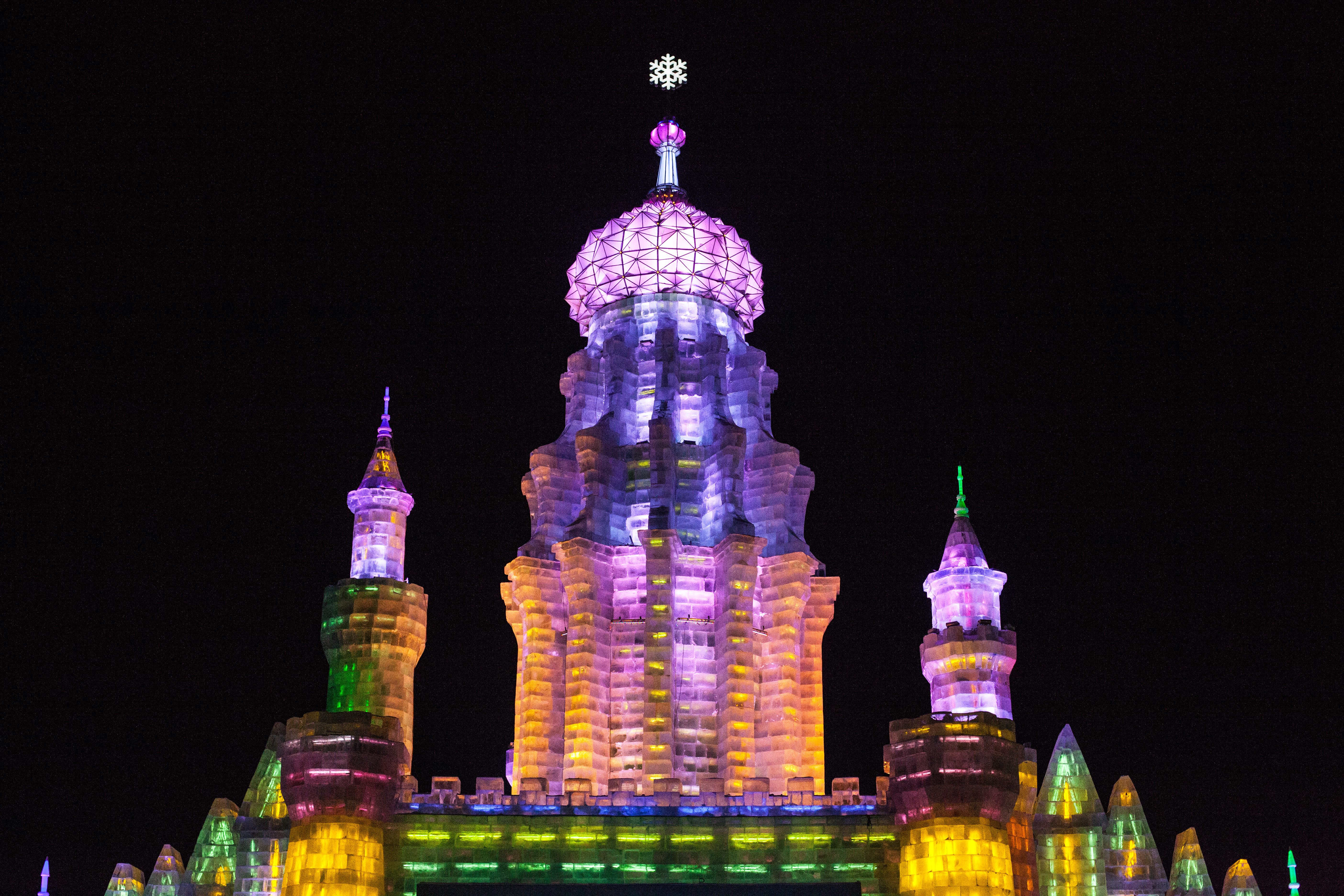
Ice and Snow Sculpture Festival 2013
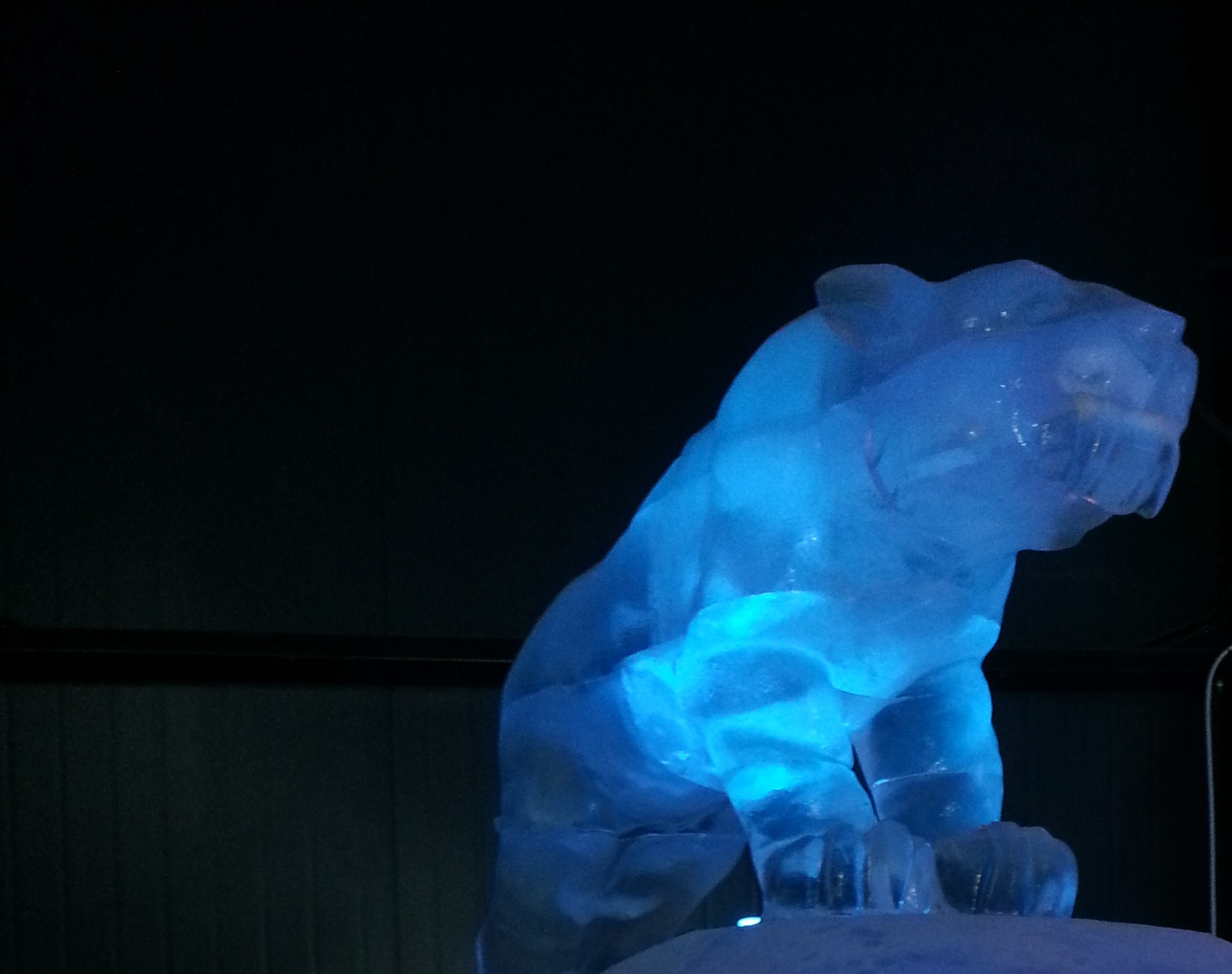
2014 Hong Kong Harbin Winter Festival